# Tiina Mikkola
Pour les articles homonymes, voir Mikkola.
Tiina Mikkola, née le 28 mars 1972 à Kotka, est une biathlète finlandaise.

## Biographie
Tiina Mikkola a eu une carrière courte au niveau international à la fin des années 1990. Son plus grand succès est la médaille de bronze sur la course par équipes aux Championnats du monde 1998.

## Palmarès

### Championnats du monde
- Championnats du monde 1998 à Hochfilzen :
  -  Médaille de bronze à la course par équipes.